# 아인지델른
아인지델른(독일어: Einsiedeln)은 수도원의 하나인 아인지델른 수도원으로 잘 알려진 스위스 슈비츠주의 지방자치체이자 구이다. 10세기에 건립되었다.
2018년 12월 31일 기준으로, 인구수는 15,867명이다.

## 역사

### 초기사
중세 초기 이전에는 이 지역에 영구적인 정착지가 없었지만, 선사시대 사냥꾼들이 남긴 중석기부터 청동기 시대까지의 수많은 공예품이 회수되었다.

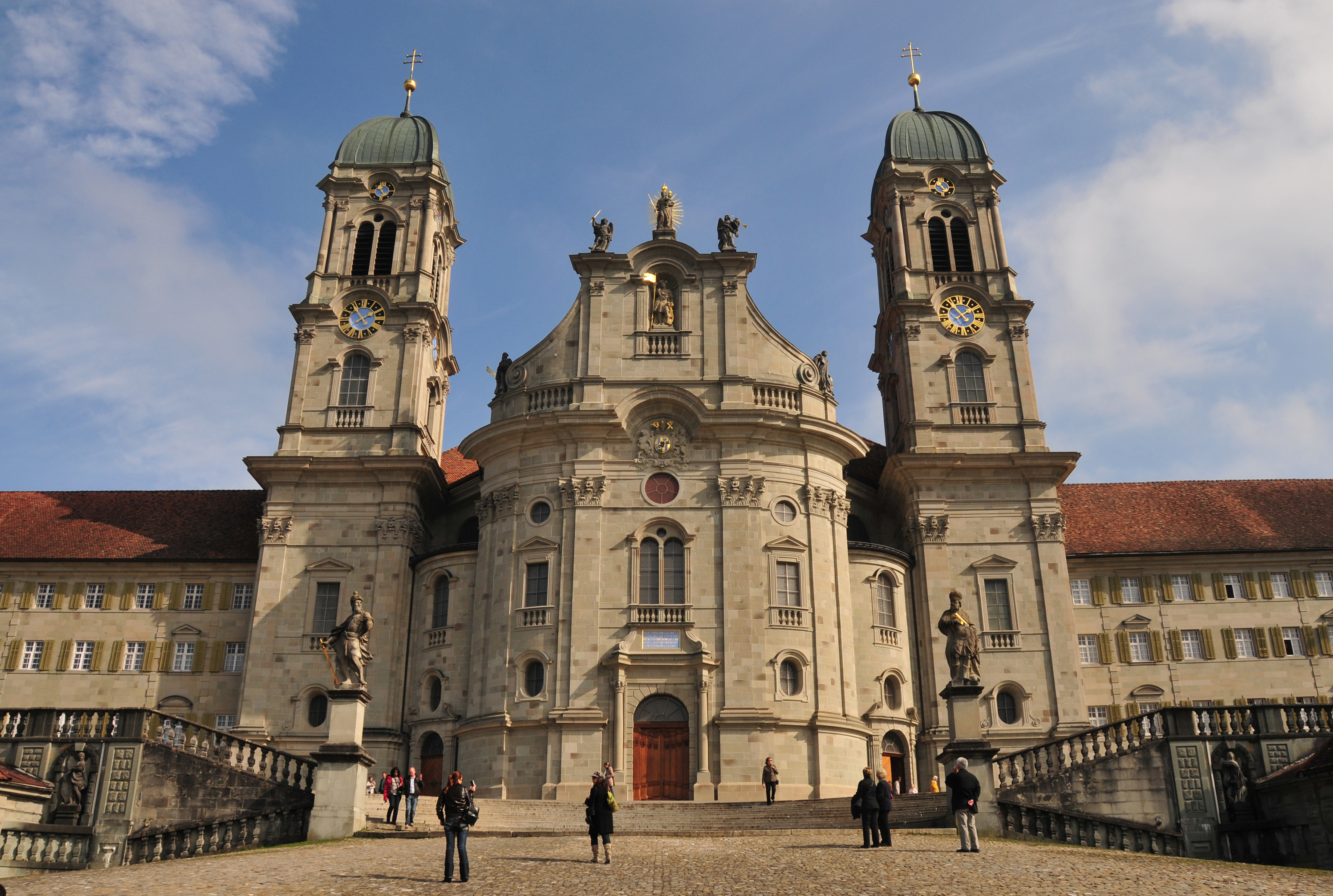
아인지델른 수도원 (1746년 완공)

원래 ‘암자’는 호헨촐레른 백작의 베네딕토회 수도사인 성 마인라트(St. Meinrad)와 관련이 있다. 전설에 따르면, 마인라트는 835년부터 861년 사망할 때까지 에트첼산의 비탈에서 살았다.
다음 80년 동안 성 마인라트의 은둔지에는 그의 모범을 따르려는 한 명 이상의 은둔자가 끓긴 적이 없었다. 이전에 스트라스부르크 총독이었던 에버하르트(Eberhard)라는 은둔자 중 한 명이 그곳에 수도원과 교회를 세웠고, 그 중 첫 번째 수도원장이 되었다. 수도원 공사는 934년에 시작되었다고 한다. 에버하르트의 기적적인 환상에 따라 새 교회는 성모 마리아에게 헌납되었다. 수도원 건립 당시 지역의 사냥꾼들과 숲의 소농들은 귀족 출신의 수도원장의 권위 아래 있었다. 수도원 주변의 숲 때문에 주변 인구는 발트로이트(Waldleute, 숲 사람들)로 알려졌다. 수도원은 발트로이트들이 주변 마을에 정착하여 농사를 짓도록 장려했다. 아인지델른의 정착은 1073년에 처음 언급되었다.

고산 계곡은 소를 기르는 데 사용되었으며, 이는 마을에서 점점 더 중요해졌다. 1250년까지 마을의 주요 사업은 소를 사육하고 기르는 것이었다. 목초지가 인근 고산 계곡으로 확장되면서 슈비츠와 2세기 동안 갈등이 생겼다.

### 구스위스 연방
일찍이 1100년에 아인지델른과 슈비츠의 마을은 두 개의 미텐산(Mythen) 근처의 땅을 놓고 분쟁을 벌였다. 다음 세기에 걸쳐 토지를 둘러싼 분쟁은 많은 법정 분쟁과 실제 전투로 이어졌다. 1173년에 합스부르크가가 슈비츠 마을에 대한 권리를 얻었을 때와 1283년에 그들이 수도원을 합스부르크가의 독립적인 공국으로 승격시켰을 때 , 이는 지역 갈등을 지역 갈등으로 격상시켰다. 합스부르크 왕가는 1291년 슈비츠, 우리, 운터발덴이 합스부르크 왕가에 대항하여 반란을 일으킬 때까지 몇 년 동안 갈등을 진정시킬 수 있었다. 1314년에 슈비츠가 아인지델른을 공격하면서 갈등이 다시 불타올랐다. 이 공격은 다른 사건들과 함께 1315년에 합스부르크의 침공과 모르가르텐 전투에서 참패로 이어진 일련의 국경 습격을 촉발했다. 1350년이 되어서야 갈등이 해결되고 아인지델른과 슈비츠 사이의 경계가 고정되었다.
1394년에 수도원은 슈비츠의 보호를 받았고 대법관의 권리는 슈비츠에게 넘어갔다. 그러나 낮은 사법권은 수도원에 남아있었다. 아인지델른은 르네상스 시대의 의사이자 연금술사인 파라켈수스의 발상지이며 아연을 최초로 명명한 것으로 알려져 있다.
1399년에 드라이 타일레(Drei Teile, ‘세 부분’: 수도원, 주변 마을의 발트로이트 및 슈비츠를 포함하는 의회)이 처음 언급되었다.  처음에 드라이 타일레는 무료 발트로이트에 영향을 미치는 문제만 해결했다. 1564년에 그들은 세 그룹 모두에 대한 구속력 있는 법령을 공포할 수 있었다. 1657년에 드라이 타일레라는 이름을 ‘세션’으로 변경했다. 세 당사자의 관계가 항상 순탄했던 것은 아니다. 1764년 대수도원장은 상인에게 아인지델른에서만 무역을 하도록 요구하고 숙련된 노동자가 발들류트 지역에 정착하는 것을 막으려는 시도 공개적인 갈등으로 이어졌다. 슈비츠는 발트로이트에 대항하여 수도원을 지원 했고 1766년에 반란을 진압했다. 그러나 수도원은 독립성을 많이 잃었고 그 이후로는 파트너가 아닌 슈비츠의 신하로 더 많이 취급되었다.

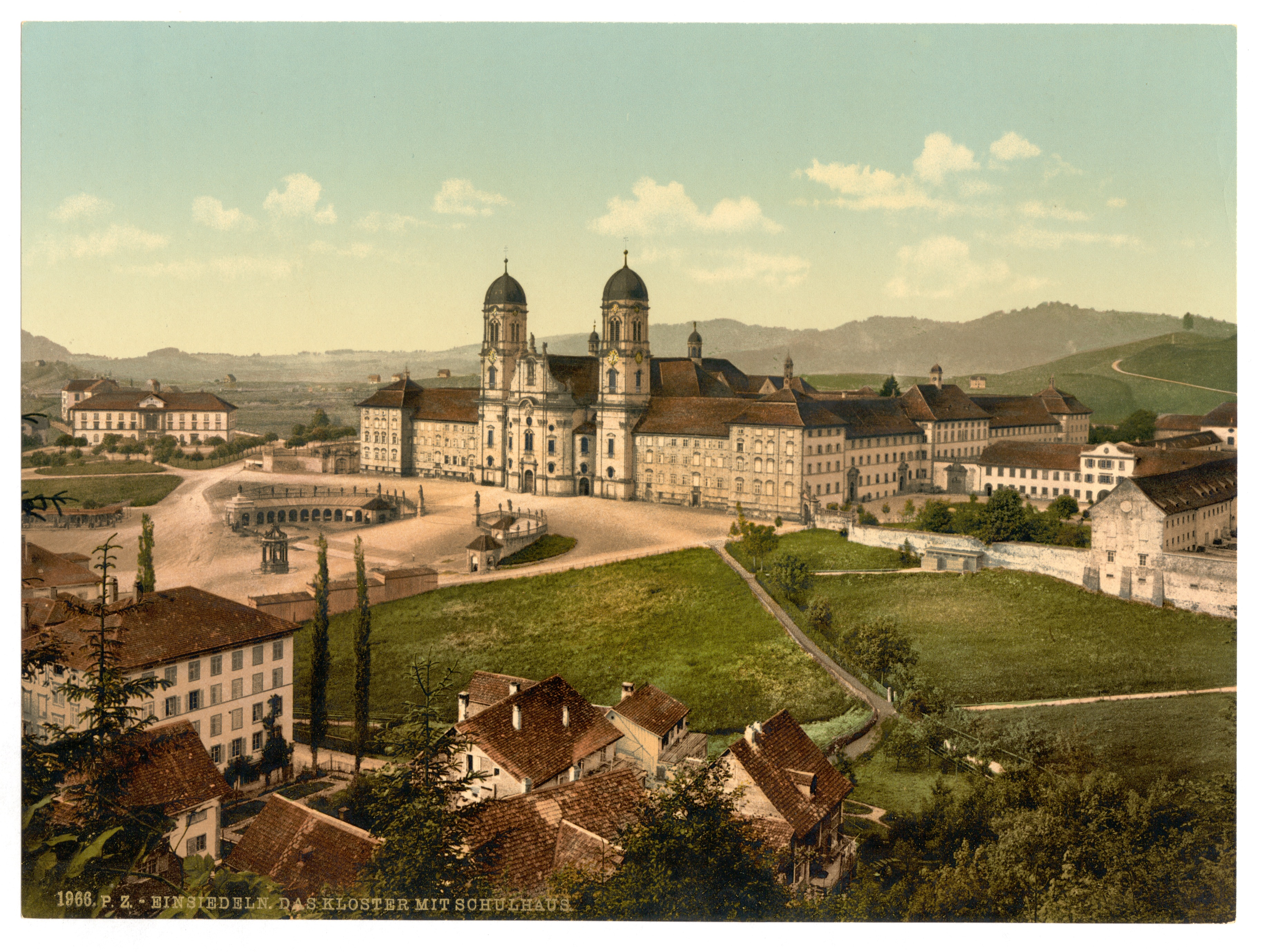
1900년의 아인지델른

### 현대사
1798년 나폴레옹이 스위스를 침공하는 동안 수도원은 약 3년 동안 억압을 받았고, 그 땅은 슈비츠 시에 추가되었다. 침공 후 헬베티아 공화국이 붕괴된 후 1803년 중재법의 일환으로 아인지델른은 슈비츠주의 베지르크(또는 지역)가 되었다. 1815년에 시작된 복원기간 동안 수도원의 권력은 주에서 커지기 시작했다. 개혁에 대한 열망은 3월, 퀴스나흐트와 페피콘을 1832년 자유주의 헌법으로 슈비츠주 외부령(Canton of Schwyz, Outer Lands)으로 선언하게 했다. 수도원은 주의 보수파 편에 섰고, 이로 인해 1848년 연방국가가 수립될 때까지 그들과 주변 마을 사이에 긴장 관계가 발생했다.

## 지리

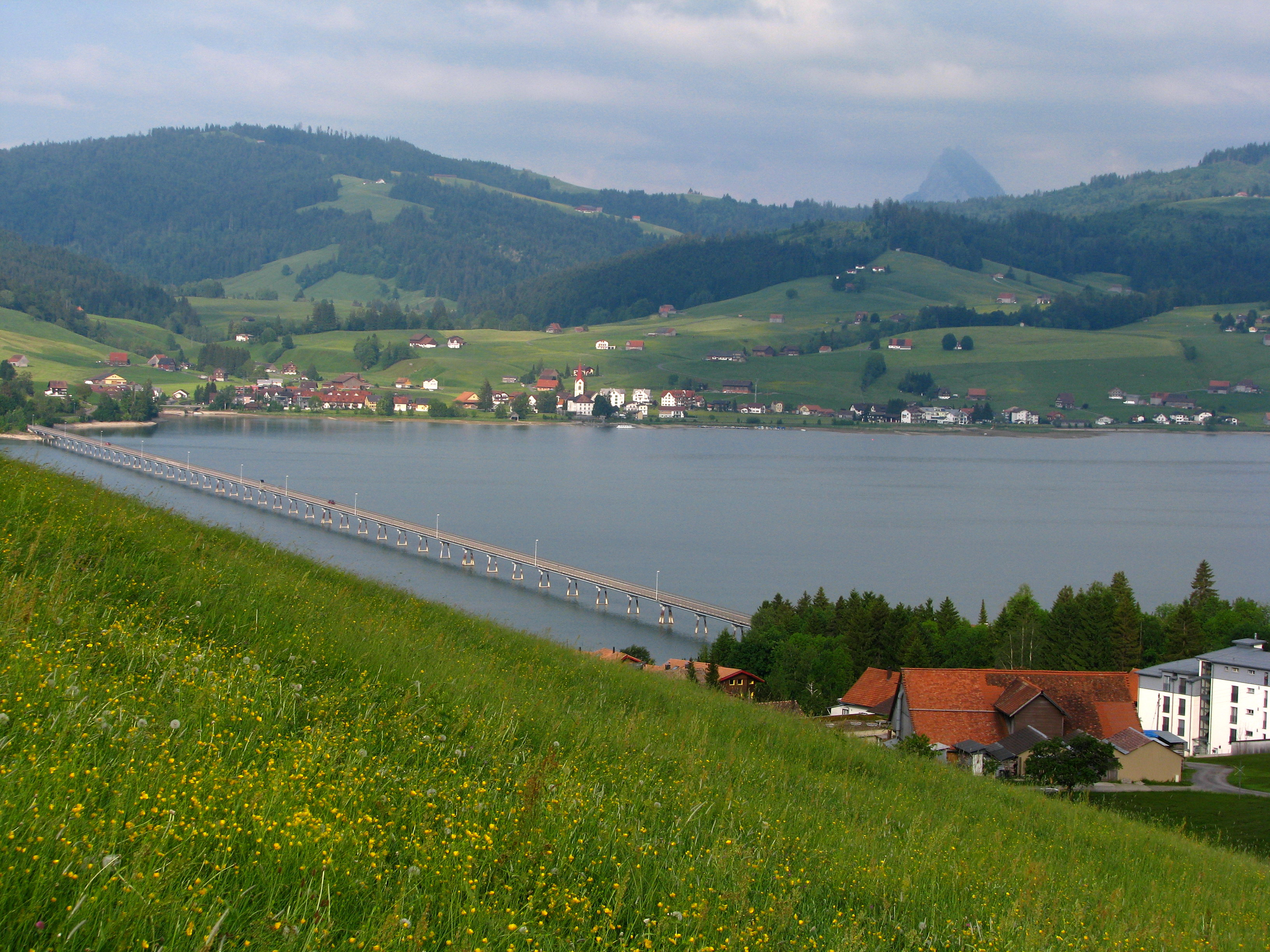
빌러첼 마을, 배경으로 질호수

아인지델른은 알프강의 계곡에 위치하고 있다. Bennau, Egg, Willerzell, Euthal, Gross 및 Trachslau의 6개 지역으로 구성되어 있다. 비버브루크 마을은 포이지스베르크 시정촌과 공유된다.
아인지델른의 총면적은 99.1k㎡이며, 그중 거의 절반(47.1%)이 농업이고 약간(44.5%)만이 산림이다. 나머지 토지는 정착(5.5%)하거나, 불모지(2.8% 미만)이다.
아인지델른은 취리히 호수의 남쪽 끝에서 약 7.5km, 인공호수인 질 호수에서 서쪽으로 2km 떨어져 있는 고원(해발 약 880m)에 있다. 이 도시는 취리히 보다 470m 높은 고도에 위치해 있으며, 철도로 연결되어 있다.
아인지델른은 또한 아인지델른구의 수도이자, 유일한 지자체이다.

### 기후
1961년과 1990년 사이에 아인지델른은 연간 평균 강우량이 156.7일이었고 평균 강수량은 1,753mm였다. 가장 습한 달은 6월로 아인지델른의 평균 강수량은 206mm였다. 이달 동안 평균 강수일은 15.3일이었다. 강수량이 가장 많은 달은 5월로 평균 15.3일이었지만 강수량은 158mm에 불과했다. 연중 가장 건조한 달은 2월로 15.3일 동안 평균 강수량이 108mm였다.
| 아인지델른 (1981-2010)의 기후 | 아인지델른 (1981-2010)의 기후 | 아인지델른 (1981-2010)의 기후 | 아인지델른 (1981-2010)의 기후 | 아인지델른 (1981-2010)의 기후 | 아인지델른 (1981-2010)의 기후 | 아인지델른 (1981-2010)의 기후 | 아인지델른 (1981-2010)의 기후 | 아인지델른 (1981-2010)의 기후 | 아인지델른 (1981-2010)의 기후 | 아인지델른 (1981-2010)의 기후 | 아인지델른 (1981-2010)의 기후 | 아인지델른 (1981-2010)의 기후 | 아인지델른 (1981-2010)의 기후 |
| 월                            | 1월                           | 2월                           | 3월                           | 4월                           | 5월                           | 6월                           | 7월                           | 8월                           | 9월                           | 10월                          | 11월                          | 12월                          | 연간                          |
| ----------------------------- | ----------------------------- | ----------------------------- | ----------------------------- | ----------------------------- | ----------------------------- | ----------------------------- | ----------------------------- | ----------------------------- | ----------------------------- | ----------------------------- | ----------------------------- | ----------------------------- | ----------------------------- |
| 일평균 최고 기온 °C (°F)      | 2.0 (35.6)                    | 2.9 (37.2)                    | 6.4 (43.5)                    | 10.2 (50.4)                   | 15.2 (59.4)                   | 18.2 (64.8)                   | 20.7 (69.3)                   | 20.0 (68.0)                   | 16.0 (60.8)                   | 12.2 (54.0)                   | 6.3 (43.3)                    | 2.7 (36.9)                    | 11.1 (52.0)                   |
| 일일 평균 기온 °C (°F)        | −2.1 (28.2)                   | −1.5 (29.3)                   | 1.9 (35.4)                    | 5.7 (42.3)                    | 10.4 (50.7)                   | 13.6 (56.5)                   | 15.8 (60.4)                   | 15.3 (59.5)                   | 11.7 (53.1)                   | 7.8 (46.0)                    | 2.3 (36.1)                    | −0.9 (30.4)                   | 6.7 (44.1)                    |
| 일평균 최저 기온 °C (°F)      | −5.8 (21.6)                   | −5.6 (21.9)                   | −2.1 (28.2)                   | 1.5 (34.7)                    | 6.0 (42.8)                    | 9.3 (48.7)                    | 11.5 (52.7)                   | 11.1 (52.0)                   | 7.8 (46.0)                    | 4.3 (39.7)                    | −0.9 (30.4)                   | −4.2 (24.4)                   | 2.7 (36.9)                    |
| 평균 강수량 mm (인치)         | 108 (4.3)                     | 108 (4.3)                     | 142 (5.6)                     | 130 (5.1)                     | 166 (6.5)                     | 196 (7.7)                     | 211 (8.3)                     | 198 (7.8)                     | 157 (6.2)                     | 116 (4.6)                     | 127 (5.0)                     | 131 (5.2)                     | 1,791 (70.5)                  |
| 평균 강설량 cm (인치)         | 60.9 (24.0)                   | 68.3 (26.9)                   | 61.5 (24.2)                   | 24.6 (9.7)                    | 2.5 (1.0)                     | 0 (0)                         | 0 (0)                         | 0 (0)                         | 0.1 (0.0)                     | 4.2 (1.7)                     | 35.5 (14.0)                   | 61.8 (24.3)                   | 319.4 (125.7)                 |
| 평균 강수일수 (≥ 1.0 mm)      | 12.2                          | 11.5                          | 14.9                          | 13.2                          | 14.6                          | 14.9                          | 14.3                          | 13.5                          | 11.9                          | 10.4                          | 11.9                          | 13.4                          | 156.7                         |
| 평균 강설일수 (≥ 1.0 cm)      | 9.4                           | 8.8                           | 8                             | 4.3                           | 0.6                           | 0                             | 0                             | 0                             | 0                             | 0.8                           | 4.9                           | 9                             | 45.8                          |
| 평균 상대 습도 (%)            | 86.3                          | 83.8                          | 82.3                          | 79.9                          | 78.1                          | 78.0                          | 76.7                          | 79.8                          | 83.0                          | 85.9                          | 87.8                          | 87.3                          | 82.4                          |
| 출처: MeteoSwiss              |                               |                               |                               |                               |                               |                               |                               |                               |                               |                               |                               |                               |                               |

## 인구통계

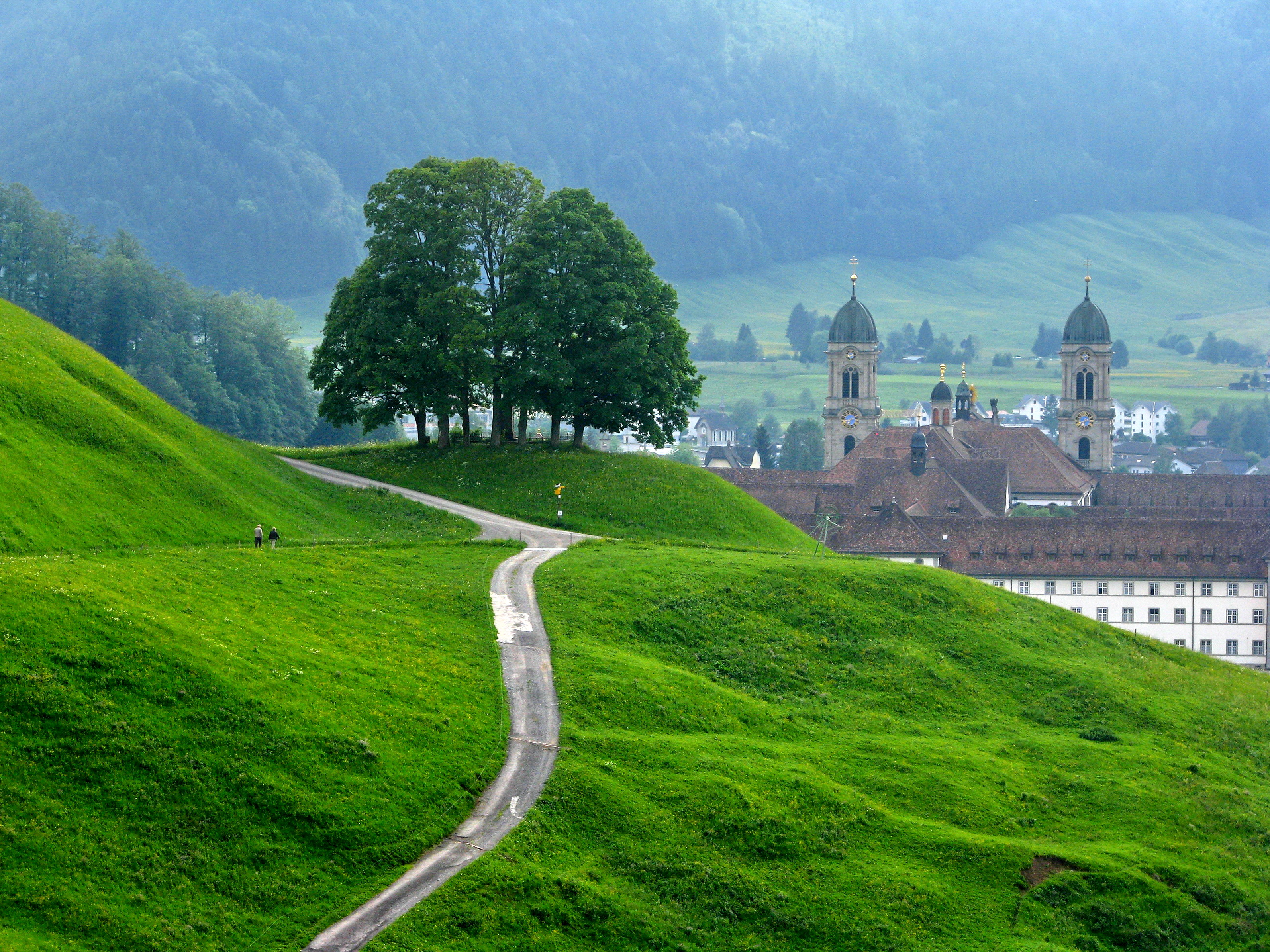
마을 근처의 언덕길

아인지델른의 인구(2020년 12월 31일 기준)는 16,247명이다. 2007년 기준으로 전체 인구의 13.4%가 외국인이다. 지난 10년 동안 인구는 14.8%의 비율로 증가했다. 2000년 기준으로 인구 대부분인 92.3%가 독일어를 사용하며 세르비아-크로아티아어가 두 번째로 많이 사용(1.9%)되고. 알바니아어가 세 번째(1.4%)로 사용된다.
2000년 기준으로 인구의 성별 분포는 남성 50.4%, 여성 49.6%였다. 2008년 현재 아인지델른의 연령 분포는 다음과 같다. 3,211명(인구의 25.4%)은 0~19세이다. 3,628명(28.7%)은 20~39세, 3,964명(31.4%)은 40~64세이다. 고령자 분포는 1,009명(8.0%)이 65~65세이다. 70~79세는 609명(4.8%), 80세 이상은 201명(인구의 1.59%)이다. 아인지델른에는 100세 이상 노인이 한 명 있다.
2000년 현재 5,093가구 중 1,649가구(약 32.4%)가 1인 가구이다. 347명(약 6.8%)은 5인 이상의 대가족이다.
2007년 선거에서 가장 인기 있는 정당은 43.5%의 득표율을 기록한 SVP였다. 다음으로 가장 인기 있는 세 정당은 CVP (18.8%), FDP (17.7%), SPS (14.8%)였다.
전체 스위스 인구는 일반적으로 교육 수준이 높다. 아인지델른에서는 인구의 약 66%(25-64세 사이)가 비필수 고등교육 또는 추가 고등교육(대학 또는 응용학문대학)을 완료했다.

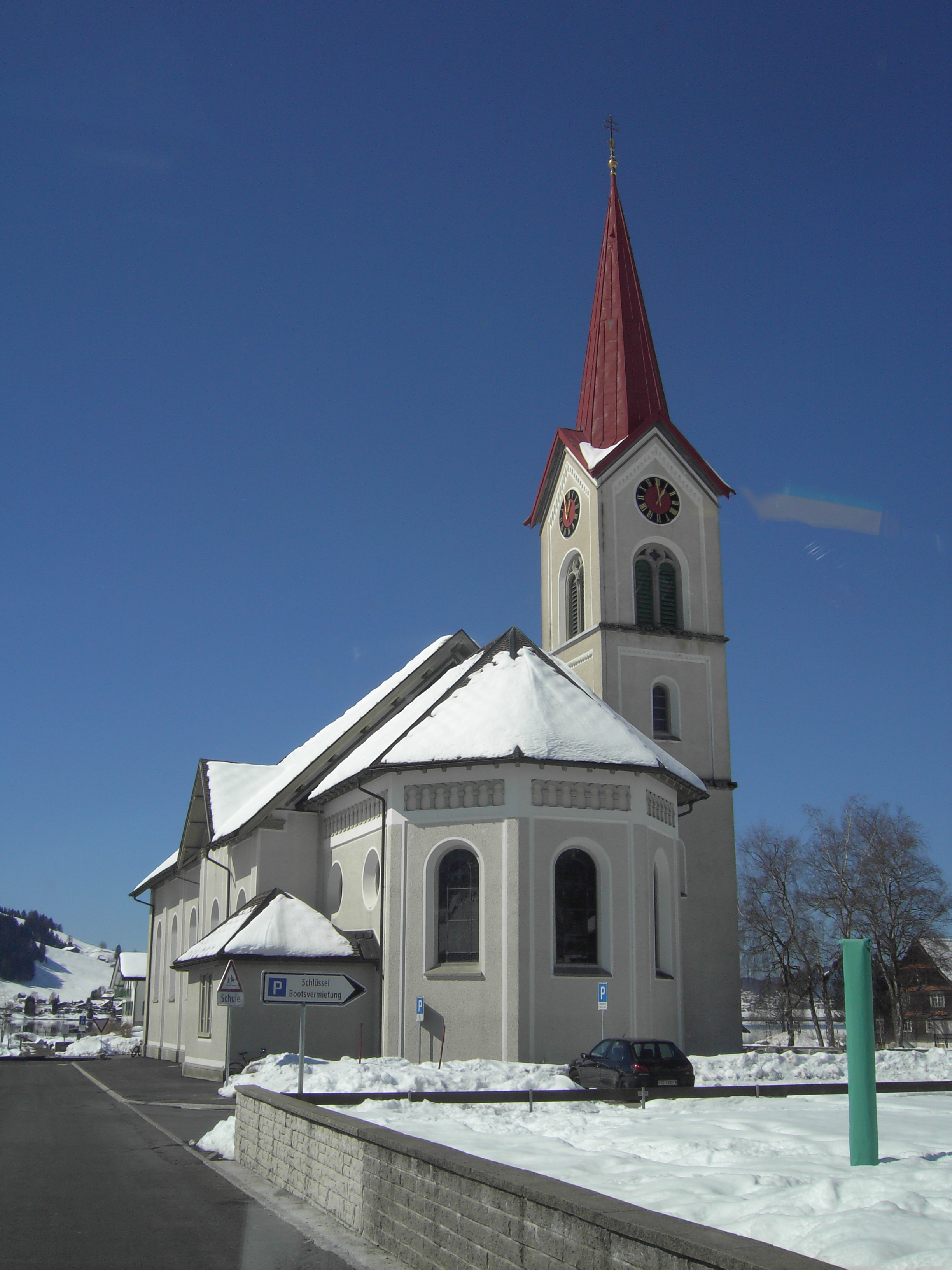
빌러첼 마을의 로마 가톨릭 교회

아인지델른의 실업률은 1.29%이다. 2005년 기준으로 1차 경제 부문에 551명이 고용되어 있고, 이 부문에 약 209개 기업이 참여하고 있다. 1,630명이 2차 부문에 고용되어 있고, 이 부문에 199개의 기업이 있다. 3,017명이 3차 부문에 고용되어 있으며, 이 부문에는 486개의 기업이 있다.
2000년 인구조사에 따르면 9,834명(77.9%)이 로마 가톨릭 신자이고, 1,240명(9.8%)이 스위스 개혁 교회에 속해 있다. 나머지 인구 중 크리스찬 가톨릭 교회 신자는 5명 미만, 정교회 신자는 288명(인구의 약 2.28%)이 있다. 5명(약 0.04%)은 다른 기독교 교회에 속해 있다. 332명(인구의 약 2.63%)이 이슬람교도이다. 다른 교회에 속해 있는 106명의 개인(또는 인구의 약 0.84%)이 있으며(인구 조사에 나열되지 않음), 486명(또는 인구의 약 3.85%)이 어떤 교회에도 속하지 않고, 불가지론자 또는 무신론자이다. 그리고 329명(인구의 약 2.61%)은 질문에 대답하지 않았다.

### 과거 인구
역사적 인구는 다음 표에 나와 있다:
| 연도 | 인구   |
| ---- | ------ |
| 1799 | 4,958  |
| 1850 | 6,821  |
| 1880 | 8,383  |
| 1900 | 8,496  |
| 1930 | 8,053  |
| 1950 | 8,423  |
| 1960 | 8,792  |
| 1970 | 10,020 |
| 1980 | 9,529  |
| 1985 | 9,783  |
| 1990 | 10,452 |
| 2000 | 12,421 |
| 2005 | 13,365 |
| 2007 | 13,768 |

## 관광

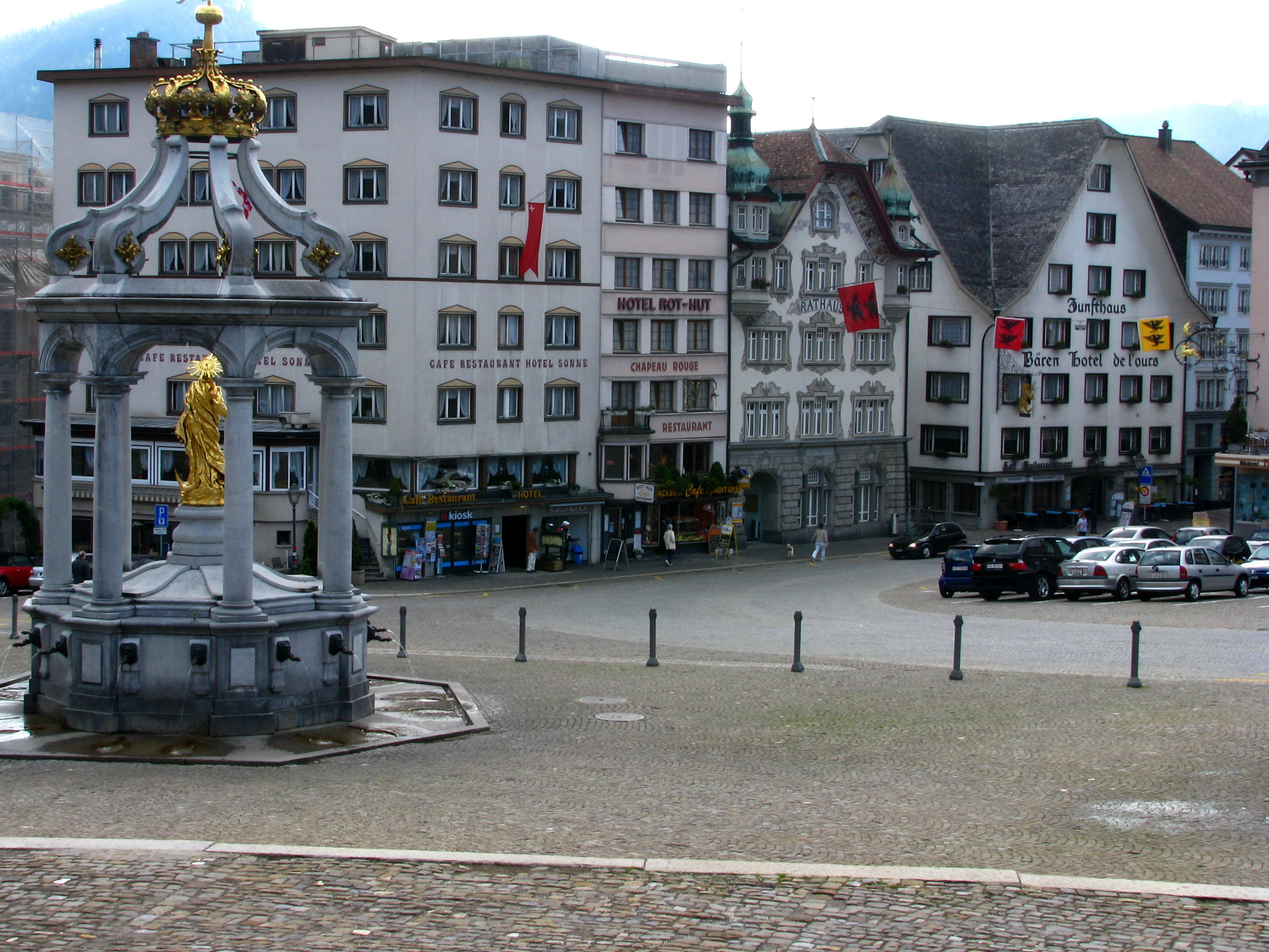
아인지델른 중심가, 수도원 광장

아인지델른 마을은 스위스 중부의 인기 있는 관광지이다. 마을 안에 위치한 베네딕토회 아인지델른 수도원은 유럽에서 가장 중요한 로마 가톨릭 순례지 중 하나로 간주되며, “스위스에서 성모 마리아에게 헌정된 가장 중요한 순례지”라고 불린다. 수도원 외에도 아인지델른은 일년 내내 스포츠로 인기 있는 곳이기도 하다. 마을에는 리프트와 스키 점프를 포함한 3개의 스키장이 있다.

중세 이후로 그레이스 채플(Graces Chapel)과 블랙 마돈나(Black Madonna) 동상이 순례의 중심이 되었다. 이 동상은 프랑스 쥐라 마을 퐁탈리에에서도 복제품을 볼 수 있을 정도로 유명하다. 매년 150,000~200,000명의 순례자들이 그레이스 채플을 방문한다.
아인시델른은 순례지일 뿐만 아니라 겨울 스포츠에 관심이 있는 사람들을 위한 관광지이다. 마을에는 Hoch-Ybrig 및 Brunni의 인근 지역에 자체 스키 점프대, 스키 리프트, 스키 견인 장치 및 겨울 스포츠 센터가 있다. Schwedentritt 크로스 컨트리 스키 코스는 아인지델른 수도원 옆에서 시작된다.
인근 저수지인 질 호수는 여름에는 수영, 서핑, 항해에 사용되며 겨울에는 아이스 스케이팅에 사용된다. 질 호수를 유지하고 있는 댐은 기차를 위한 전기를 생산하고 취리히 시를 질 호수의 범람으로부터 계곡 아래로 보호한다.
요즘은 아인지델른을 찾는 순례자가 줄어들고 있다. 이러한 이유로 이전 호텔 중 일부는 현재 문을 닫았다. 동시에 마을은 맑은 공기와 산의 경치로 인해 당일 관광객으로 붐을 일으켰다. 지역의 높은 삶의 질 때문에 스위스의 인구는 정상보다 빠르게 증가하고 있다.

## 교통
아인지델른역은 쥐토스트반에서 제공하는 S13 및 S40 노선의 취리히 S-반 터미널 역이다.